# 伯耆国の式内社一覧
伯耆国の式内社一覧（ほうきのくにのしきないしゃいちらん）は、『延喜式』第9巻・第10巻「神名帳上下」（延喜式神名帳）に記載のある神社、いわゆる「式内社」およびその論社のうち、伯耆国に分類されている神社の一覧。
また『延喜式』神名帳の編纂当時に存在したが同帳に記載の無い神社、いわゆる「式外社」についても付記する。

## 式内社
『延喜式』神名帳では、小社6座6社を記載。
1）「神名帳」列は、『延喜式 上巻』（大岡山書店、昭和4年、国立国会図書館デジタルコレクション）等における『延喜式』神名帳の記載を基に作成。社名表記は神社史料集成（5を参照）における字体（異体字がある場合には新字体・通用性の高い字体を使用）を基準とした。読みの「-」部分は、「神社」以外で仮名が振られていない部分。「○座」は座数を表し、一座の場合は記載していない。

2）格の「名神大」は名神大社を、「大」は式内大社（名神大社除く）を、「小」は式内小社を意味する。付記は社名とともに記されているもので、一部は「式内社#式内社の社格」を参照。

3）比定社が複数ある場合、最も有力なものを無冠で示し、他の論社には「（論）」を冠した。

4）本来の式内社とは認めがたいものの、式内社を合祀したなどその後継を主張するもの、その他参考の神社には「（参）」を冠した。

| 神名帳             | 神名帳                    | 神名帳 | 神名帳 | 比定社     | 比定社                   | 比定社     | 集成 |
| 社名               | 読み                      | 格     | 付記   | 社名       | 所在地                   | 備考       | 集成 |
| ------------------ | ------------------------- | ------ | ------ | ---------- | ------------------------ | ---------- | ---- |
| 河村郡 2座（並小） |                           |        |        |            |                          |            |      |
| 倭文神社           | シトリノ                  | 小     |        | 倭文神社   | 鳥取県東伯郡湯梨浜町宮内 | 伯耆国一宮 |      |
| 波波伎神社         | ハハキノ                  | 小     |        | 波波伎神社 | 鳥取県倉吉市福庭         |            |      |
| 久米郡 2座（並小） |                           |        |        |            |                          |            |      |
| 倭文神社           | シトリノ                  | 小     |        | 倭文神社   | 鳥取県倉吉市志津         | 伯耆国三宮 |      |
| 国坂神社           | クサカノ クニサカノ       | 小     |        | 国坂神社   | 鳥取県東伯郡北栄町国坂   |            |      |
| 会見郡 2座（並小） |                           |        |        |            |                          |            |      |
| 胸形神社           | ムナカタノ                | 小     |        | 宗形神社   | 鳥取県米子市宗像         |            |      |
| 大神山神社         | オホムワノ オホカミヤマノ | 小     |        | 大神山神社 | 鳥取県米子市尾高         | 伯耆国二宮 |      |
| 凡例を表示         |                           |        |        |            |                          |            |      |

## 式外社
『延喜式』神名帳の編纂当時に存在したが、同帳に記載の無い神社。